# Манъёсю
Манъёсю (яп. 万葉集 Манъё:сю:, «Собрание мириад листьев») — старейшая и наиболее почитаемая антология японской поэзии, составленная в период Нара. Составителем антологии или, по крайней мере, автором последней серии песен считается Отомо-но Якамоти, стихи которого датируются 759 годом. «Манъёсю» также содержит стихи анонимных поэтов более ранних эпох, но большая часть сборника представляет период с 600 до 759 года.
Сборник поделён на 20 частей или книг, по примеру китайских поэтических сборников того времени. Однако в отличие от более поздних коллекций стихов, «Манъёсю» не разбита на темы, а стихи сборника не размещены в хронологическом порядке. Сборник содержит 265 тёка (長歌, «длинных песен-стихов») 4207 танка (短歌, «коротких песен-стихов»), одну танрэнга (短連歌, «короткую связующую песню-стих»), одну буссокусэкика ( 仏足石歌 или 仏足跡歌), «стихи на Следе Будды»), 4 канси (漢詩, «китайские стихи») и 22 китайских прозаических пассажа. Также, в отличие от более поздних сборников, «Манъёсю» не содержит предисловия.
«Манъёсю» является первым сборником в японском стиле. Это не означает, что песни и стихи сборника сильно отличаются от китайских аналогов, которые в то время были стандартами для поэтов и литераторов. Множество песен «Манъёсю» написаны на темы конфуцианства, даосизма, а позже даже буддизма. Тем не менее основная тематика сборника связана со страной Ямато и синтоистскими ценностями, такими как искренность (真, макото) и храбрость (丈夫振り, масураобури). Написан сборник не на классическом китайском языке, а на старояпонском языке письмом манъёгана, ранней японской письменности, в которой японские слова записывались схожими по звучанию китайскими иероглифами.
Стихи «Манъёсю» обычно подразделяют на четыре периода. Сочинения первого периода датируются отрезком исторического времени от правления императора Юряку (456—479) до переворота Тайка (645). Второй период представлен творчеством Какиномото-но Хитомаро, известного поэта VII столетия. Третий период датируется 700—730 годами и включает в себя стихи таких поэтов как Ямабэ-но Акахито, Отомо-но Табито, Такахаси Мусимаро и Яманоуэ-но Окура. Последний период — это стихи поэта Отомо-но Якамоти 730—760 годов, который не только сочинил последнюю серию стихов, но также отредактировал часть древних стихов сборника.
Кроме литературных заслуг сборника, «Манъёсю» повлияла своим стилем и языком написания на формирование современных систем записи, состоящих из упрощенных форм (хирагана) и фрагментов (катакана) манъёганы.